# Негниючник
Негнию́чник (лат. Marasmius «увядший», от др.-греч. μᾰρασμός «увядание») — род грибов семейства Негниючниковые (Marasmiaceae).
Род Marasmius включает около 500 видов, из которых лишь несколько съедобны — например луговой опёнок (Marasmius oreades). Большинство видов — мелкие, коричневатые грибы. Из-за непривлекательной внешности и размеров их собирают очень редко. Известно, что некоторые виды образуют «ведьмины кольца».

## Представители
Род включает множество видов, самые известные из них:
- Marasmius alliaceus — Чесночник большой
- Marasmius androsaceus — Негниючник тычинковый
- Marasmius bulliardii — Опёнок сырный
- Marasmius cohaerens
- Marasmius curreyi
- Marasmius delectans
- Marasmius elegans
- Marasmius epiphyllus — Опёнок жилисто-пластинчатый
- Marasmius limosus
- Marasmius nigripes
- Marasmius oreades — Луговой опёнок
- Marasmius pulcherripes
- Marasmius pyrrhocephalus
- Marasmius rotula typus — Негниючник колёсовидный
- Marasmius scorodonius — Чесночник обыкновенный
- Marasmius siccus
- Marasmius strictipes
- Marasmius sullivantii